# Nedre Vinterträsket
Nedre Vinterträsket är en sjö i Storumans kommun i Lappland och ingår i Umeälvens huvudavrinningsområde. Sjön har en area på 0,302 kvadratkilometer och ligger 581,4 meter över havet.

## Delavrinningsområde
Nedre Vinterträsket ingår i det delavrinningsområde (728824-146069) som SMHI kallar för Utloppet av Nedre Vinterträsket. Medelhöjden är 629 meter över havet och ytan är 2,09 kvadratkilometer. Räknas de 4 avrinningsområdena uppströms in blir den ackumulerade arean 49,68 kvadratkilometer. Vattendraget som avvattnar avrinningsområdet har biflödesordning 4, vilket innebär att vattnet flödar genom totalt 4 vattendrag innan det når havet efter 402 kilometer. Avrinningsområdet består mestadels av skog (86 procent). Avrinningsområdet har 0,3 kvadratkilometer vattenytor vilket ger det en sjöprocent på 14,4 procent.